# Long Way Home
Long Way Home es el octavo álbum de estudio de la banda estadounidense de hard rock y heavy metal Dokken, publicado en 2002 por Sanctuary Records, siendo el primero con el sello británico. Además, es el segundo y último con el guitarrista John Norum. Es considerado como el disco más suave de la agrupación de la década de los 2000 y recibió críticas negativas principalmente por la sobre producción de los temas. Dentro del listado de canciones, se incluyó una versión de «Heart Full of Soul» de la banda The Yardbirds.

## Lista de canciones
| N.º | Título                                 | Escritor(es)    | Duración |  |
| 1.  | «Sunless Days»                         | Dokken, Norum   | 4:20     |  |
| 2.  | «Little Girls»                         | Dokken, Brown   | 3:44     |  |
| 3.  | «Everybody Needs (To Be With Someone)» | Dokken, Brown   | 3:15     |  |
| 4.  | «You»                                  | Dokken, Norum   | 3:47     |  |
| 5.  | «Goodbye My Friend»                    | Dokken          | 4:05     |  |
| 6.  | «Magic Road»                           | Dokken, Norum   | 3:31     |  |
| 7.  | «There Was a Time»                     | Dokken          | 3:52     |  |
| 8.  | «Heart Full of Soul»                   | Graham Gouldman | 2:28     |  |
| 9.  | «Under the Gun»                        | Dokken, Norum   | 4:23     |  |
| 10. | «I've Found»                           | Dokken          | 3:43     |  |

| Pistas adicionales solo para Japón |                            |          |  |
| N.º                                | Título                     | Duración |  |
| 11.                                | «Dancin' (The Irish Song)» | 5:03     |  |
| 12.                                | «Only Heaven Knows»        | 3:17     |  |
| 13.                                | «Let It Be True»           | 4:38     |  |

## Músicos
- Don Dokken: voz y guitarra rítmica
- John Norum: guitarra líder
- Barry Sparks: bajo y coros
- Mick Brown: batería y coros